# Fasano
Fasano (AFI: /faˈzano/; Fašànë in dialetto locale) è un comune italiano di 38 736 abitanti della provincia di Brindisi in Puglia.
Situata al centro di un ideale triangolo che ha per vertici le città di Bari, Brindisi e Taranto, distanti da Fasano circa 50 km, la città segna il confine fra il Salento e la Terra di Bari. Il suo territorio comprende varie frazioni, estendendosi per 15 km sulla costa del Mare Adriatico e inoltrandosi nella Valle d'Itria. Il comune, insieme con la vicina Cisternino, fu aggregato alla nuova provincia nel 1927; nel 1955 fu presentata alla Camera da parte della deputata Maria Chieco Bianchi una proposta di legge per riportare la città nel territorio barese.

## Geografia fisica

### Territorio
Fasano è il comune più popoloso della provincia di Brindisi, dopo il capoluogo. Confina a nord con il comune di Monopoli, a sud con i comuni di Ostuni e Cisternino, a est con il mare Adriatico, a ovest con i comuni di Locorotondo e Alberobello.
Distante circa 5 km dal mare, il territorio comunale risulta compreso tra la costa Adriatica (0 mslm) e il promontorio collinare della murgia dei trulli con la Selva di Fasano (oltre 400 mslm); quest'ultima risulta principalmente rivestita da alberi ad alto fusto. La pianura invece è destinata alla coltivazione di ortaggi e alberi di ulivo secolari.
La costa, nella zona di Savelletri, è principalmente costituita da basse scogliere con calette di sabbia. La zona di Torre Canne presenta dune costiere, lidi, e zone umide con caratteristica macchia mediterranea (conservata dal parco naturale regionale Dune costiere da Torre Canne a Torre San Leonardo).
La popolazione è distribuita per poco più del 60% in città; la restante parte risiede nelle diverse frazioni, in particolare le più popolose Pezze di Greco e Montalbano, e nelle contrade.

### Clima
| Mese               | Mesi | Mesi | Mesi | Mesi | Mesi | Mesi | Mesi | Mesi | Mesi | Mesi | Mesi | Mesi | Stagioni | Stagioni | Stagioni | Stagioni | Anno |
| Mese               | Gen  | Feb  | Mar  | Apr  | Mag  | Giu  | Lug  | Ago  | Set  | Ott  | Nov  | Dic  | Inv      | Pri      | Est      | Aut      | Anno |
| ------------------ | ---- | ---- | ---- | ---- | ---- | ---- | ---- | ---- | ---- | ---- | ---- | ---- | -------- | -------- | -------- | -------- | ---- |
| T. max. media (°C) | 11,6 | 12,4 | 14,7 | 17,7 | 22,8 | 26,5 | 30,2 | 29,8 | 25,2 | 21,0 | 16,5 | 12,9 | 12,3     | 18,4     | 28,8     | 20,9     | 20,1 |
| T. min. media (°C) | 4,9  | 6,0  | 8,2  | 10,7 | 14,8 | 18,9 | 21,3 | 21,4 | 18,3 | 14,3 | 10,6 | 7,4  | 6,1      | 11,2     | 20,5     | 14,4     | 13,1 |

Fasano è caratterizzata da un clima mediterraneo con inverni non molto freddi ed estati calde, lunghe e spesso umide.
La costa, grazie all'azione mitigatrice dell'Adriatico, presenta un clima con scarse escursioni termiche stagionali.
Nell'entroterra le temperature sono simili alla zona costiera, ma il clima è decisamente meno umido.
Sulle colline le temperature sono mediamente più basse, e gli sbalzi termici più frequenti.
Le precipitazioni medie annue raggiungono i 720 mm, risultando concentrate nei mesi invernali e tuttavia caratterizzate da un regime estremamente variabile. Rare le nevicate.

## Origini del nome
L'etimologia di Fasano risale probabilmente a un nome personale latino Fadius, con il suffisso prediale -ānus. Dallo sviluppo normale per l'area -di- > -i- deriva la forma storica Faiano (o Fayano). La variante dialettale a cui si appoggia la forma italiana ufficiale Fasano sarebbe il successivo passaggio da -i- a -š-. Tenendo in considerazione Fayano risulta che il latino phasianus ‘fagiano’ non può essere alla base del toponimo, così come è improbabile un prediale Fascianus.
Un'etimologia popolare collega il nome della città al faso, nome locale del colombaccio (dal greco antico φᾰ́σσᾰ?) che si abbeverava in città e che sarebbe raffigurato sullo stemma civico.

## Storia

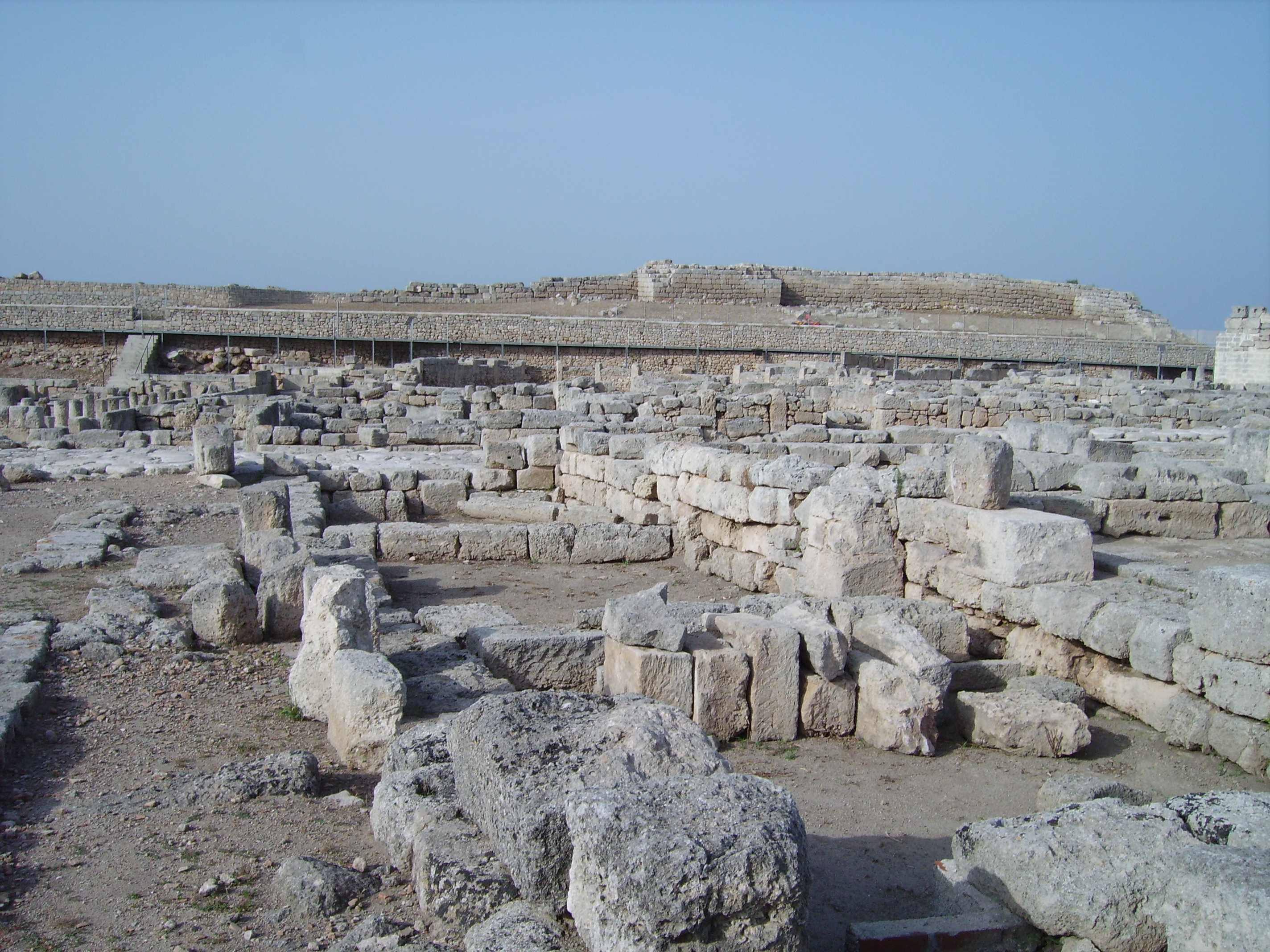
Egnazia vista da una delle tre traverse attualmente scoperte della Via Traiana.

Fasano deriva dal Casale di Santa Maria di Fajano (Sancta Maria de Fajano), fondato nel 1088 da una parte della popolazione che aveva abbandonato le rovine di Egnazia, uno dei centri più importanti posti sull'antica via Traiana con il suo importante porto.
Con la caduta dell'Impero romano d'Occidente la città di Egnazia venne progressivamente abbandonata. Gli emigranti ripararono in piccoli villaggi rupestri, fondando diversi casali in tutto il territorio fasanese e monopolitano. Nel frattempo Egnazia veniva ripetutamente saccheggiata dai vari invasori che si avvicendarono in Puglia.
Nel XIV secolo diventa feudo dei Cavalieri di Malta, e nel 1450 riesce a raggiungere i 500 abitanti contando 54 famiglie.
Il 2 giugno 1678 i fasanesi vivono la memorabile vittoria contro i Turchi. Si narra che in cielo apparve la Madonna a guidare l'opposizione dei fasanesi contro i pirati turchi, sbarcati di notte con l'intento di saccheggiare la città. Il momento di gloria, da quel giorno, ogni anno, viene ricordato con La Scamiciata, in occasione della Festa dei santi Patroni: San Giovanni Battista e Santa Maria di Pozzo Faceto.
Il culto della Madonna del Pozzo è legato a una leggenda: si narra che dei contadini, mentre scavavano un pozzo in un piccolo casale (presso l'attuale frazione di Pozzo Faceto) con il santuario, abbiano ritrovato miracolosamente l'immagine della Madonna dipinta su una pietra. Con la distruzione del casale di “Puteo Faceto” nel XVI, gli abitanti di questo casale si trasferirono nel centro abitato di Fasano portando con loro il culto di Maria Santissima di Pozzo Faceto. Nella seconda metà del XVIII la Madonna di Pozzo Faceto viene proclamata Protettrice di Fasano, fu realizzata una statua in pietra policroma che oggi è inserita entro una nicchia di palazzo Gaito e guarda costantemente il mare; questo a simboleggiare la sua protezione per i pericoli che vengono dal mare. Nella seconda metà del Settecento Fasano si riprende velocemente e risulta avere circa 7.000 abitanti, e nel 1799 contribuisce anche alla Rivoluzione partenopea con Ignazio Ciaia, che per pochi giorni, prima della conclusione, è una delle colonne portanti che reggono le sorti della Repubblica a Napoli.
Durante il ventennio fascista, Fasano conobbe un notevole sviluppo urbanistico e infrastrutturale: furono costruiti molti importanti edifici come la scuola elementare I Circolo "Collodi" e la villa comunale e fu ristrutturata e trasformata la sede del municipio. Nel 1927 fu istituita la provincia di Brindisi, ricavata dalla parte meridionale dell'allora provincia di Bari, della quale faceva parte Fasano, e dalla parte settentrionale della provincia di Lecce. Sempre durante il periodo del Fascismo fu tolta la croce dei Cavalieri di Malta dallo stemma comunale, per essere poi ripristinato con l'avvento della Repubblica.
Durante gli anni sessanta e settanta Fasano conobbe un altro importante sviluppo urbanistico che ne fanno oggi un centro turistico di notevole importanza.
Il 10 novembre 2023 il Governo italiano ha annunciato la decisione di aver designato Fasano quale sede del G7 del 2024, tenutosi in un resort nella frazione di Savelletri dal 13 al 15 giugno..

### Simboli
Lo stemma e il gonfalone sono stati riconosciuti con decreto del capo del governo del 2 gennaio 1936.

#### Stemma

Stemma di Fasano.

- La Croce di Malta perché Fasano per diversi secoli fu la sede dell'illustre Baliaggio del Sovrano Ordine dei Cavalieri di Malta. Solitamente, in altri stemmi è posta al capo dello scudo, mentre in quello di Fasano è accollata direttamente allo scudo, in quanto non si tratta di uno stemma di concessione, ma rappresenta il simbolo dell'indipendenza e del coraggio dell'Università di Fasano, lungo i secoli. Fu rimossa per obbedienza al ventennio fascista, per poi essere ripristinata dal sindaco Maria Chieco Bianchi.
- I tre colli simboleggiano la proprietà delle colline che fanno corona alla pianura nella quale è immersa la città, sono raffigurati al naturale e non a pilastrini come è proprio dell'araldica italiana.
- L'uccello per molto tempo è stata l'unica figura rappresentata. Per alcuni è un faso o colombaccio, per altri invece è un fagiano femmina, come raffigurato nello stemma riportato su alcuni atti antichi di Carlo V.
- Il collare dell'uccello, o meglio corona, rappresenta il premio al merito civile e al valor militare dei cittadini di Fasano.
- La stella d'oro metallica, a cinque raggi è segno augurale di un futuro luminoso.
- La cinta, infine, nella sua forma singolarmente ovale dice espressamente che lo stemma è irregolare e contrario alle regole del blasone.

Il gonfalone è un drappo di azzurro.

## Monumenti e luoghi d'interesse

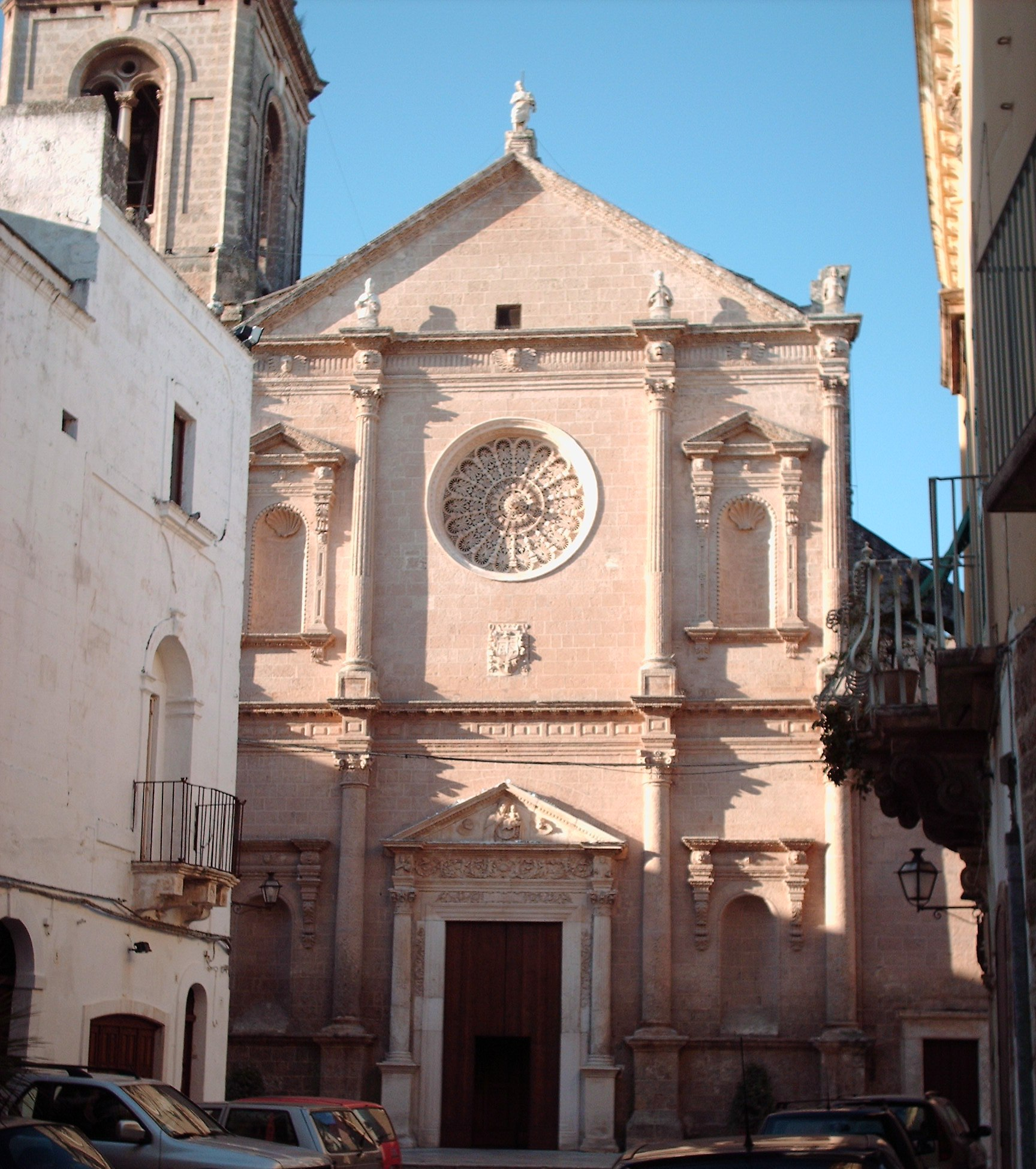
Facciata anteriore della Chiesa Matrice prima dell'istituzione del divieto di parcheggio.

### Architetture religiose
- Chiesa di Santa Maria della Grazia
- Chiesa matrice di San Giovanni Battista
- Chiesa delle Anime Purganti
- Chiesa di Sant'Antonio Abate
- Chiesa di San Nicola
- Chiesa di San Francesco da Paola a Fasano
- Chiesa di Maria santissima del Rosario
- Chiesa di San Giuseppe
- Chiesa di Santa Maria Assunta
- Chiesa di San Francesco di Assisi
- Chiesa Sacro Cuore di Gesù a Torre Canne
- Chiesa San Francesco da Paola a Savelletri
- Chiesa Santa Maria della Salette
- Chiesetta Madonna del Carmelo e Trullo del Signore a Selva di Fasano

### Architetture civili

#### Il centro storico

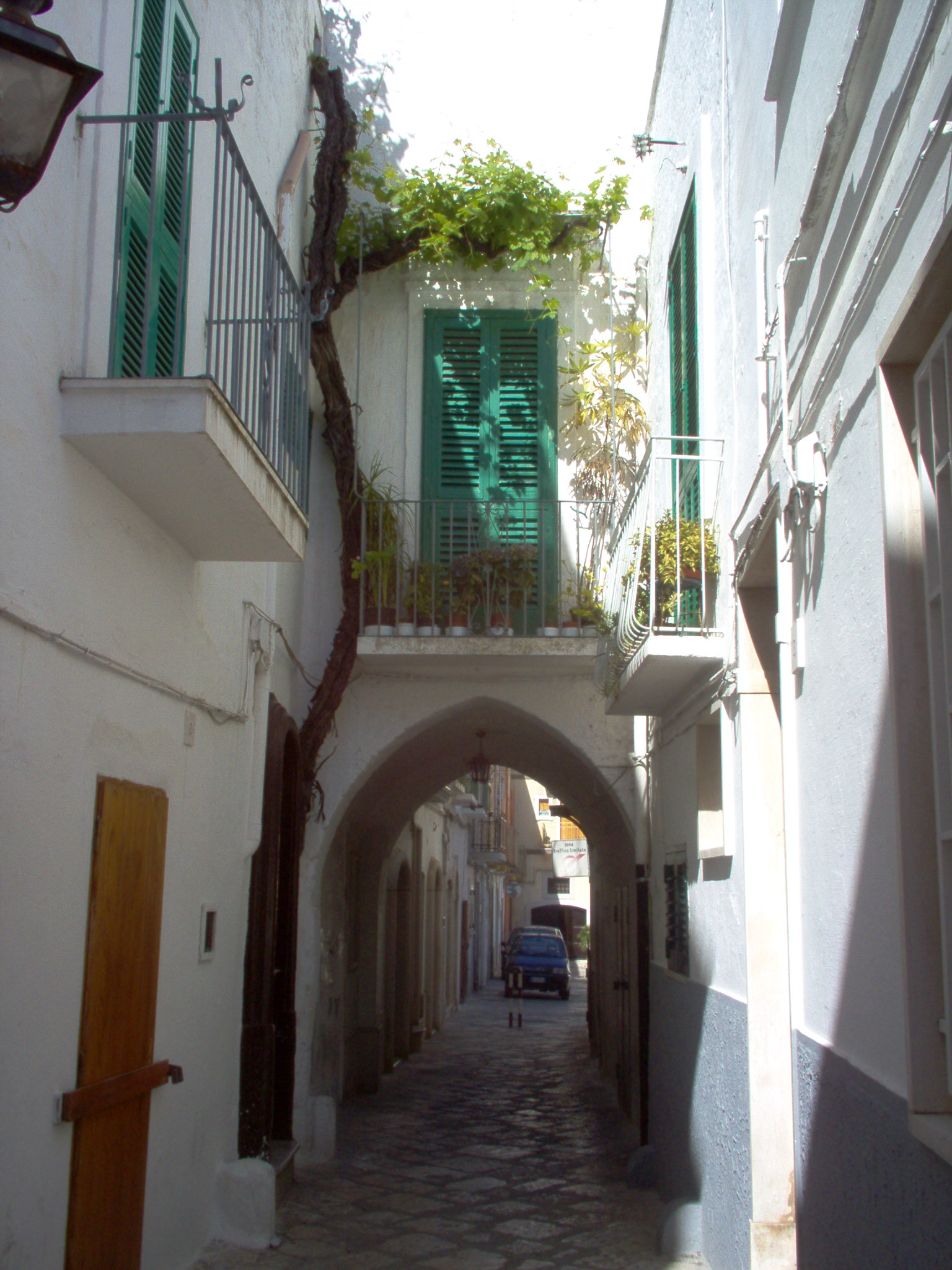
Via del Forno - Particolare del centro storico di Fasano

In dialetto chiamato U'mbracchie, parola derivante dal latino umbraculum che significa ombra. Infatti le sue strette viuzze in calce bianca, tipiche dei centri del sud, non permettono al sole di picchiare garantendo così il fresco per la maggior parte della giornata.
Anche le chiese contribuiscono alla scenografia: la piccolissima cappella di Santa Maria della Grazia, la chiesa matrice di epoca tardo-rinascimentale dedicata a San Giovanni Battista, le chiese di San Nicola, SS.Maria del Rosario, SS.Maria Assunta, Anime Purganti, Sant'Antonio Abate, con il suo antico chiostro francescano, San Francesco d'Assisi e San Francesco da Paola.
Fiore all'occhiello del centro sono la bianca piazza Ciaia con i due corsi principali rivestiti in chianca locale, l'orologio e i sontuosi palazzi, vere ricchezze architettoniche, l'arco del Balì, i portici delle Teresiane (antico convento del XVII secolo di carmelitane di S. Maria Maddalena de' Pazzi adiacente alla chiesa SS.Maria del Rosario diventato oggi una suggestiva galleria commerciale e luogo di ritrovo per tutti i giovani e i meno giovani) e il palazzo del Balì (attualmente sede del municipio) alle cui spalle si apre una piccola piazzetta chiamata Piazza Mercato Vecchio, un tempo occupata da abitazioni e che alla fine del XIX secolo vennero abbattute creando un piccolo giardino nel cuore del centro storico. Adibita a parcheggio dagli anni Ottanta del XX secolo, nel settembre 2023 è stata restituita alla pubblica fruizione dopo una ristrutturazione che l'ha riportata all'aspetto ottocentesco, pedonalizzandola completamente. Dalle viuzze del centro storico, inoltre, si può giungere al torrione delle Fogge, unico torrione superstite dell'antica cinta muraria, che nel '600 circondava la Vecchia Terra.

#### Parco della Rimembranza
Polmone verde della città è il Parco della Rimembranza, dedicato al ricordo dei 251 soldati fasanesi che persero la vita durante la Grande Guerra, ai quali sono dedicati il Monumento ai Caduti posto al centro del parco e i pini attorno al monumento.
Anticamente chiamate fogge (dal latino fovea) oppure piscine, erano cisterne pubbliche molto profonde e vaste in cui si raccoglieva l'acqua piovana trasportata dai torrenti che scendevano dalle colline.
Nel XIX secolo le fogge vennero coperte poiché ormai zona malarica e l'area divenne una grande zona verde. Negli anni '10 del XX secolo cominciarono i lavori per la costruzione della scuola elementare Collodi che terminarono nel 1927. Ogni 4 novembre vi viene celebrata la Giornata dell'Unità Nazionale e delle Forze Armate in ricordo della vittoria della Prima Guerra Mondiale e rendere omaggio al Milite Ignoto.

#### Il Minareto
Realizzato presso la Selva di Fasano nel 1912 da Damaso Bianchi, pittore e nobiluomo fasanese, con la manodopera giunta per l'impresa dall'Africa, molto probabilmente dalla Tunisia, come pure gran parte dei materiali usati.
È una villa in stile moresco, del tutto simile ai minareti dei paesi musulmani. La singolare costruzione era destinata a residenza estiva familiare. Adibita a colonia per ragazzi nel periodo fascista, e poi passata alla Regione Puglia, quest'ultima nei primi anni del XXI secolo l'ha a sua volta ceduta al Comune di Fasano, che ne ha ristrutturato il giardino adibendolo a sede di concerti estivi all'aperto e matrimoni civili; il Comune è stato anche ammesso a finanziamento ministeriale per il restauro della villa, di cui si attende l'erogazione.

### Architetture militari

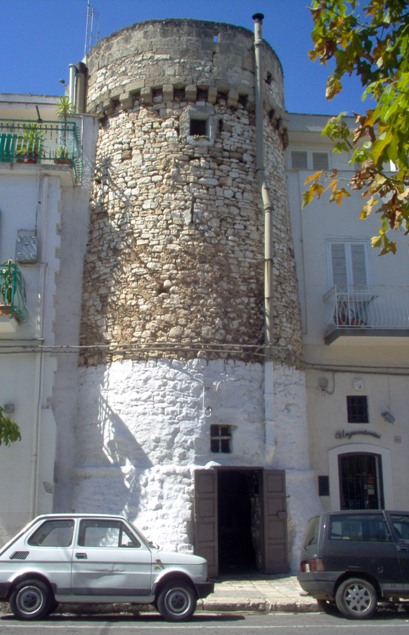
Il Torrione delle Fogge

#### Il torrione delle Fogge
In passato Fasano aveva un muro di cinta con quattro torri, delle quali oggi rimane soltanto una: il Torrione delle Fogge, a guardia della porta sud della città (la più antica della città detta buco o in dialetto caravutto dallo scolo che si apriva sulla muraglia, oggi sotterrato), che si affacciava sulla vallata delle Fogge. I torrioni o piccoli forti sorgevano ai quattro angoli della cinta muraria: il primo ad est sorgeva all'angolo di piazza Ciaia al principio dell'attuale via Carlo Alberto, era detto  torrione dell'orologio poiché su di esse vi ero posto l'orologio pubblico; il secondo torrione, ad ovest, era posto in corso Perrini alle spalle della chiesa Matrice; il terzo a nord, giaceva all'angolo tra corso Vittorio Emanuele e l'attuale via Fogazzaro (anticamente via delle Monache), venne abbattuto nel XIX secolo per consentire la ristrutturazione di Palazzo Pezzolla. Oltre a questi fino al 1900 si ergeva a ridosso del Castello Baliale un bastione che si affacciava sull'agrumeto distrutto per far posto al Palazzo Municipale. Anticamente la vallata era un laghetto, dove si trovavano profondi pozzi o "Fogge", che costituivano la grande riserva d'acqua del paese. Proprio in questa vallata avvenne lo scontro decisivo tra i Turchi invasori e i fasanesi che si risolse con la vittoria di questi ultimi e la fuga degli "infedeli".
La piccola torre è stata utilizzata da un mastro fabbro fasanese che lavorava il ferro con gli antichi metodi. Tuttavia nel 2013 il Torrione (di proprietà privata) è stato chiuso a causa di un forte nubifragio che ne ha gravememte danneggiato le fondamenta.

### Siti archeologici

#### Il dolmen di Montalbano

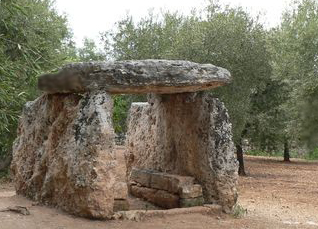
Il dolmen di Montalbano

Risale probabilmente alla prima Età del bronzo, intorno al 2000-1500 a.C. Si mantiene ancora saldo nella struttura, nonostante i tanti atti vandalici e le gravi manomissioni subite nel tempo, tra cui la recentissima scomparsa del "dromos" o corridoio di accesso (1990 circa). Il dolmen di Montalbano rappresenta nella zona una delle prime testimonianze funebri. Conosciuto anche come "Tavola dei paladini", è facilmente raggiungibile percorrendo la SS 16, in direzione mare, nel tratto Fasano-Ostuni in zona “di Occhio Piccolo”.

#### Parco archeologico nazionale di Egnazia

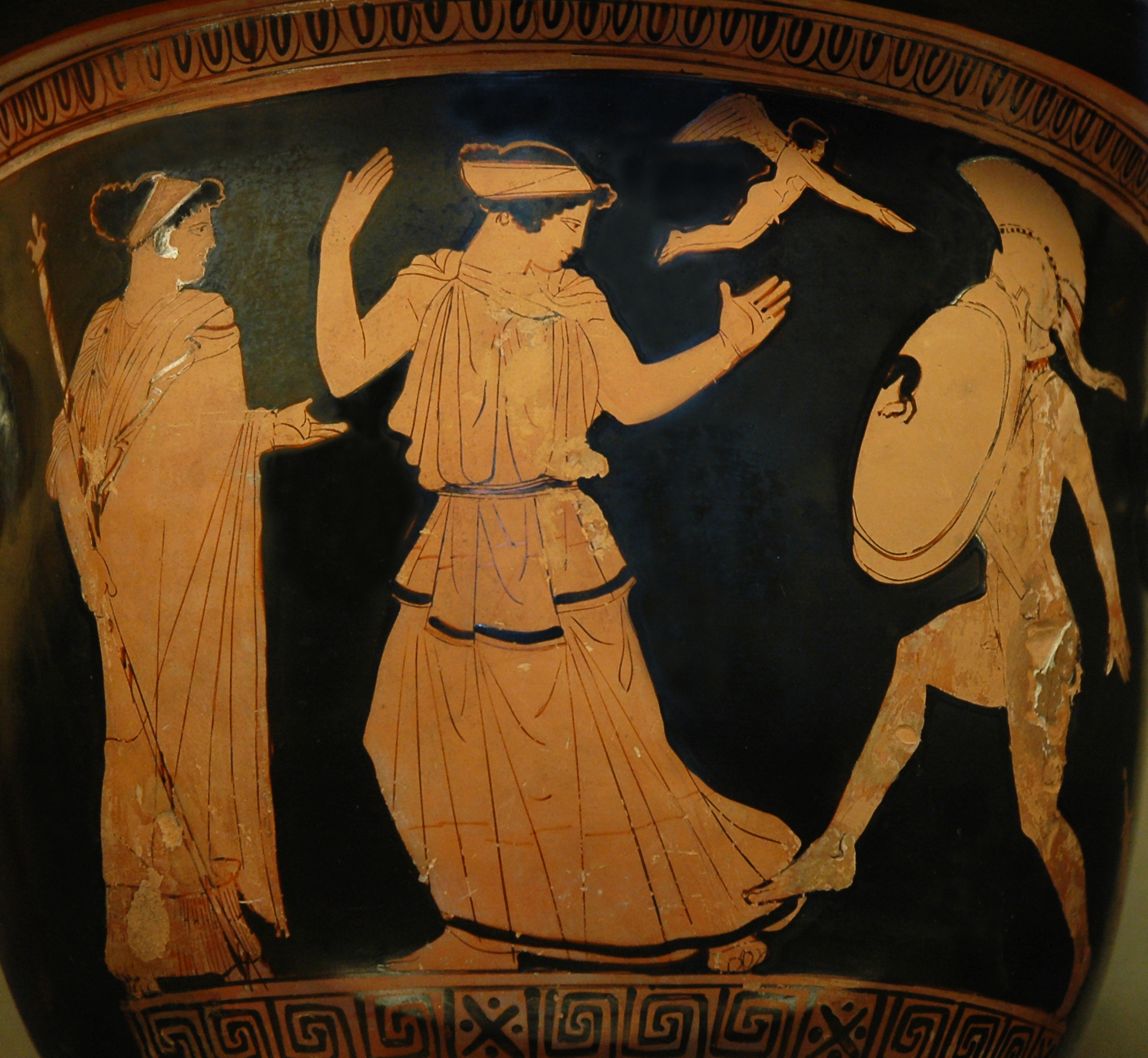
Vaso greco in stile attico trovato ad Egnazia ed oggi esposto al Museo del Louvre a Parigi

Egnazia (o Gnathia) è un'antica città pugliese (di cui oggi rimangono solo rovine), nei pressi dell'odierna Fasano. Centro dei messapi o dei peucezi, fu sede di manifatture di ceramiche del IV e III secolo a.C.
In lingua messapica era chiamata Gnathia, mentre dai Romani fu chiamata Egnatia o Gnatia e dai Greci Egnatia o Gnàthia. Si trova ora in provincia di Brindisi (vicino al confine con quella di Bari) e pochi chilometri più a nord di Savelletri, il centro d'Egnazia è uno dei più interessanti siti archeologici della Puglia.
I primi scavi metodici furono effettuati nel 1912 e nel 1978 fu costruito l'attuale museo archeologico. Sono tuttora in corso campagne di scavo annuali condotte dall'Università degli Studi di Bari in collaborazione con il comune di Fasano e con la partecipazione anche di studenti delle ultime classi delle scuole secondarie superiori..
Tra le scoperte più importanti vi è il rinvenimento dell'altra metà della piazza porticata scoperta da Quintino Quagliati nel 1912 e di altre interessanti strutture che stanno aiutando gli archeologi a chiarire alcuni aspetti urbanistici finora non del tutto conosciuti, come il presunto "criptoportico", per anni ritenuto erroneamente tale, che nel 2023 è stato dimostrato essere in realtà una cisterna.

#### Gli Insediamenti rupestri
Hanno origine nell'XI secolo con il graduale abbandono di Egnazia a causa delle tante invasioni dopo la caduta dell'Impero romano d'Occidente. Le popolazioni sentono il bisogno di spostarsi nell'entroterra, per sentirsi più sicure, e si fermano dove la natura ha creato le "lame", avvallamenti del terreno incisi nella roccia calcarea. Qui scavano dei veri e propri villaggi, nel tenero tufo: abitazioni, ricoveri di animali, luoghi dedicati alle attività agricole, frantoi e cripte decorate con affreschi bizantini.
Gli insediamenti più importanti sono Lama d'Antico, nei pressi della stazione ferroviaria, il più grande con una chiesa-cripta a due navate e un battistero, gli insediamenti di San Lorenzo e San Giovanni in contrada Scanzossa, quello di San Francesco nei pressi della Masseria omonima e la cripta di Santa Vigilia.

#### Il Tempietto di Seppannibale
Il tempietto, risalente al IX secolo e fra i più antichi della Puglia, sorge nel territorio di Fasano, lungo la SS 16, a ridosso di una lama nei pressi della masseria Seppannibale Grande, di cui fa parte. In alcuni documenti di età medievale ricorre il nome originale, chiesa di San Pietro lo Petraro o San Pietro Veterano.
La costruzione è a pianta quasi quadrata, di piccole dimensioni, circa 8 m per lato, e presenta volumi compatti. Per la messa in opera sono stati utilizzati grossi blocchi di pietra locale, facilmente reperibile lungo la costa, disposti su filari quasi regolari e legati tra loro da pochissima malta.
All'interno presenta tre navate e un importante ciclo di affreschi, un notevole esempio di pittura longobarda, la cui iconografia rimanda all'Apocalisse di san Giovanni.
Negli ultimi anni l'Università degli Studi di Bari sta svolgendo campagne di scavo attorno all'area della chiesa.

### Altro

#### Le Masserie

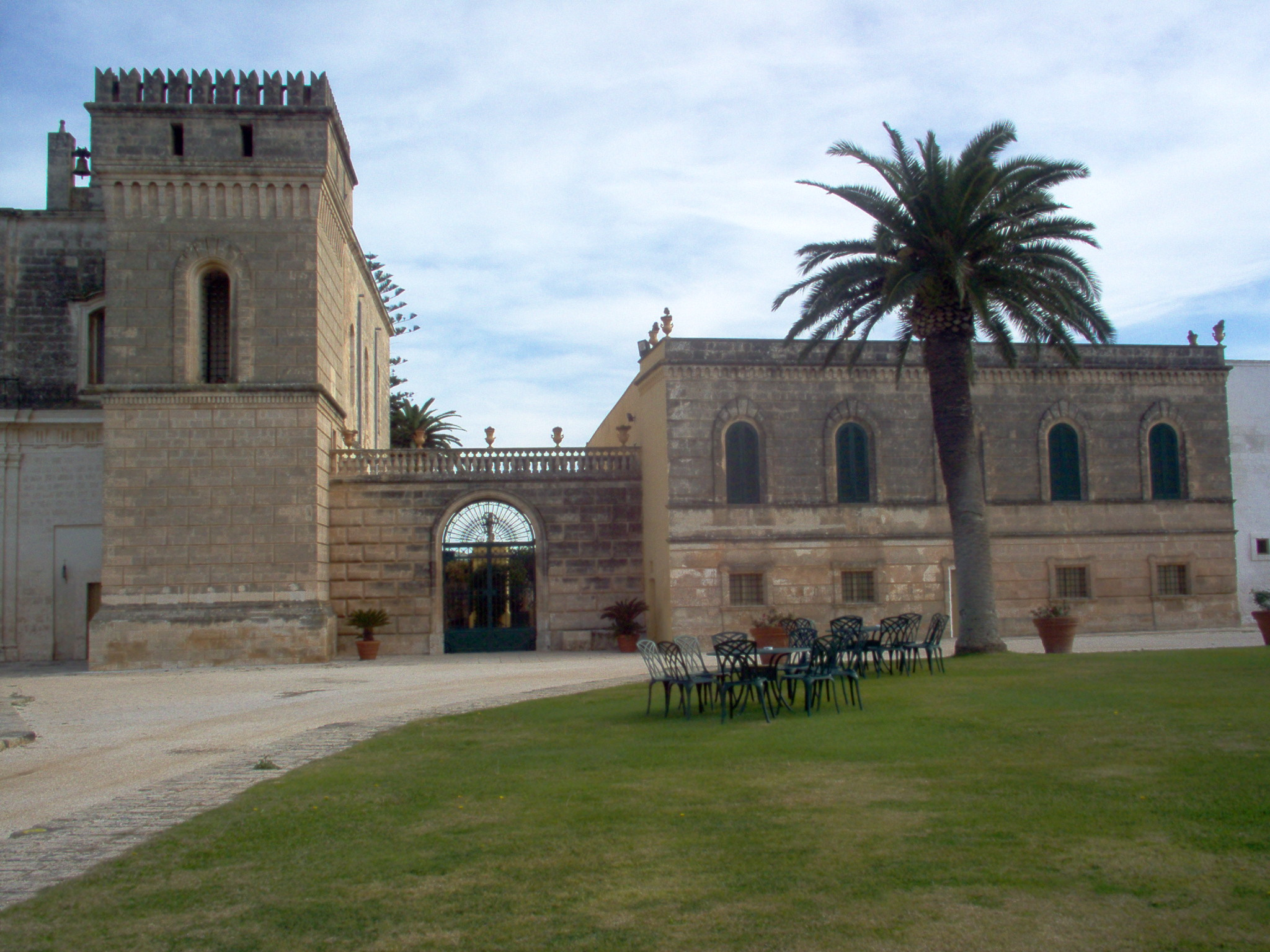
Masseria Sant'Angelo de' Grecis (Abbazia di San Lorenzo) - Fasano

La masseria è l'espressione di un'organizzazione geo-economica legata al Latifondo, la grande proprietà terriera che alimentava le rendite delle classi aristocratiche e della borghesia. Le masserie erano quindi delle grandi aziende agricole abitate, a volte, anche dai proprietari terrieri, ma la grande costruzione rurale comprendeva pure gli alloggi dei contadini, in certe zone anche solo stagionali, le stalle, i depositi per foraggi e i raccolti.
Sorte sopra insediamenti rurali, anche in zone incolte, si fortificarono pian piano divenendo dei veri e propri centri autonomi. In seguito si affiancarono gli ordini religiosi che divennero feudatari con il controllo di territori vastissimi, garantendo alle popolazioni rurali sostegno spirituale e organizzazione dell'attività agricola.
Le campagne fasanesi, come tutte quelle del Salento settentrionale, sono ricche di antiche masserie.
Si è cercato di classificare le masserie in cinque tipologie: torre-masseria, masseria con torre, masseria fortificata senza torre, masseria-castello, masseria senza fortificazioni. Ma ogni masseria rimane comunque unica nel suo genere. Una caratteristica importante delle masserie fasanesi è il frantoio-trappeto di tipo ipogèo, completamente scavato nella roccia. Anche le chiesette interne sono dei veri e antichi gioielli, con decorazioni, affreschi, dipinti e reliquie antichissime.
Tra le masserie più belle e importanti storicamente vanno ricordate le seguenti: Masseria Sant'Angelo de' Grecis (meglio conosciuta come Abbazia di San Lorenzo), Masseria "San Domenico", Masseria "Maccarone", Masseria "Narducci", Masseria "Marzalossa".

#### Divertimento e Svago
- Lo Zoosafari Fasanolandia, complesso turistico di 30 ettari inaugurato nel 1973 dal fondatore Gianmatteo Colucci su terreni di sua proprietà, che include un giardino zoologico e un parco divertimenti[21].
- Il campo da Golf a 18 buche vicino al mare e ai resti dell'antica Egnazia, caratterizzato dalla presenza di piante tipiche locali.
- Le Terme di Torre Canne, uno dei complessi più attrezzati, conosciuto da oltre cento anni per le virtù terapeutiche[22].
- Il mare, coste libere o in concessione da Savelletri con le scogliere a Torre Canne con i lidi.

## Società

### Evoluzione demografica
Abitanti censiti

### Presenze straniere
La Beata Vergine del Pozzo, protettrice di Fasano assieme a S. Giovanni Battista, fu ritenuta l'artefice della vittoria sui Turchi. Il nome deriva dal ritrovamento della Sacra Immagine durante i lavori di costruzione di un pozzo, attualmente presente all'ingresso del Santuario. Alcuni operai, durante lo scavo, ritrovarono una grotta, con un'immagine della Madonna sullo sfondo. L'immagine fu asportata e portata in superficie sull'altare centrale del Santuario, dove oggi è ancora visibile.
Fasano è un comune, sotto il profilo etnico, molto omogeneo. Tuttavia, negli ultimi anni si è verificato un forte incremento della presenza di immigrati di origine albanese, i quali costituiscono la prima e più grossa comunità straniera. Si registrano infatti 992 cittadini albanesi.
Ecco l'estrazione etnica in percentuale della popolazione fasanese:
- Italiani: 96.30%
- Albanesi: 2,49%

In totale il numero di cittadini stranieri residenti al 31 dicembre 2015, secondo i dati Istat, era di 1 527 (720 maschi e 807 femmine), pari al 3,84% della popolazione totale residente.
Le nazionalità maggiormente rappresentate erano:

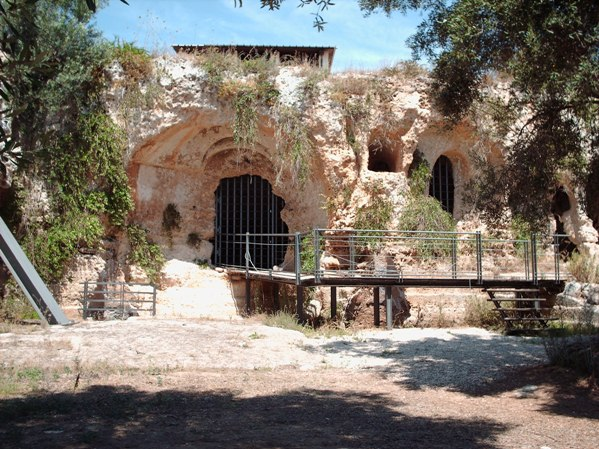
Parco Rupestre "Lama D'Antico" - Fasano

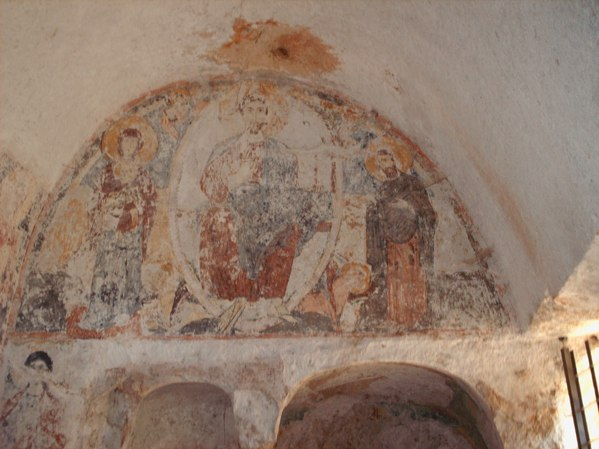
Particolare affresco presso "Lama D'Antico" - Fasano

- Albania 1 030
- Romania 177
- Polonia 29
- Georgia 26
- Regno Unito 21

### Lingue e dialetti

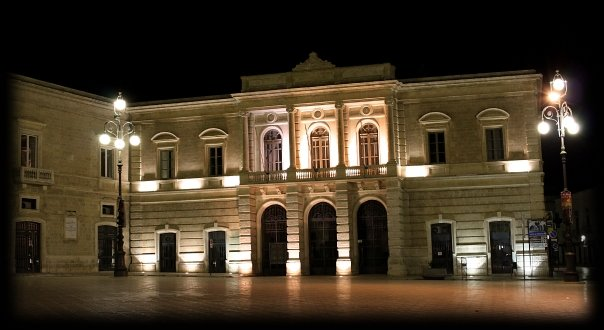
Palazzo del Balì di notte, Piazza Ciaia

Pur rientrando nel territorio della Provincia di Brindisi, Fasano mantiene i suoi legami con la Terra di Bari alla quale era legata prima del 1927, anno di costituzione della nuova circoscrizione provinciale, legami segnati sia da rapporti commerciali che dal dialetto e dalla cultura, tipici del sud-est barese e non di origini salentine.
Tuttavia il dialetto fasanese segna una differenza rispetto ai dialetti dei centri limitrofi della Provincia di Bari, quasi a testimoniare, l'essenza di Fasano come eterna terra di confine la Terra di Bari e la Terra d'Otranto.
«Secco, asciutto, perentorio, ricco di vocali mute e semimute, con suoni che ricordano la eu francese»
Secondo una grammatica locale le e non accentate sono mute, mentre le ä e le ü (con dieresi) vanno lette con un suono diverso da quello delle vocali a e u.
Alcuni proverbi:
- "A vìsete d'i fascianéise: chiù 'ssé nzeppäte ca azzéise" : "La visita dei fasanesi: di più in piedi che seduti". Quando fanno visita a qualcuno, si alzano quasi subito, ma non si decidono mai ad andarsene.
- "A crianze d'i fascianéise": "La creanza dei fasanesi". Quando sono a tavola, lasciano sempre nel piatto di servizio l'ultima porzione.
- "Add'arréive chiànte u zippe": "Dove arrivi (a lavorare la terra), pianta un legnetto (come segnale)". Perché preoccuparsi se non si riesce a terminare un lavoro? L'indomani si riprenderà dallo stesso punto.
- "A ciàire se stròusce i a prucessiàume nange caméine": "La cera si consuma e la processione non va avanti". Stiamo solo perdendo tempo.
- "Acquànne nan se päghe, jìngeme tütte": "Quando non si paga nulla, ùngimi tutto". Ciò che è gratuito, è sempre ben accetto.

## Cultura

### Istruzione
A Fasano e nell'omonimo territorio hanno sede 14 scuole dell'infanzia, 6 scuole primarie e 4 scuole secondarie di primo grado. Per quanto riguarda le scuole secondarie di secondo grado, in città hanno sede diversi istituti: il liceo polivalente scientifico-classico-linguistico "Leonardo da Vinci", l'istituto tecnico commerciale-istituto per i servizi di enogastronomia e ospitalità alberghiera "G.Salvemini", l'istituto professionale maschile "G.Ferraris" e l'istituto professionale femminile "Leonardo da Vinci".

#### Biblioteche
La Biblioteca Comunale "Ignazio Ciaia" (Largo Seggio,1) è stata fondata nel 1963, e dispone oggi di un buon patrimonio librario con numerosi testi di storia del territorio. È dotata di altri servizi pubblici come la Mediateca, l'Emeroteca (attualmente sospesa) e un Servizio Periodici. Dipendono dalla Biblioteca Comunale anche le due biblioteche delle frazioni di Montalbano e Pezze di Greco.
La Biblioteca del Centro Studi "Valerio Gentile" (fondato nel 1995), è una biblioteca specializzata su Fasano, il suo territorio e la Puglia in generale. Ha sede in Fasano, al L.go S. Giovanni Battista 21, nel centro storico, ed è consultabile su richiesta. Conserva anche il Fondo librario "Nunzio Schena" con la produzione locale della Casa Editrice Schena.

#### Università
Il CIASU (Centro Internazionale Alti Studi Universitari) è un grande stabilimento universitario, in via di ultimazione, costituito allo scopo di contribuire, con le Università, i Centri di ricerca, le istituzioni pubbliche locali e le imprese, per lo sviluppo del territorio attraverso ricerche, alti studi e sperimentazioni nei campi di maggiore interesse ed impegno scientifico e didattico e per la formazione di eccellenza iniziale e continua, rivolta sia a giovani che intendano professionalizzare le conoscenze acquisite durante gli studi universitari, sia a quadri specialistici e direzionali, pubblici e privati. Ad oggi in completo stato di abbandono, in attesa da anni di inaugurazione.

#### Musei
- Museo archeologico nazionale di Egnazia (Savelletri di Fasano), ubicato nei pressi degli scavi archeologici e composto da undici settori, accoglie oggi tre mostre: "Documenti dell'età del bronzo", "Archeologia globale" e "La storia di Egnazia".
- Museo dell'Olio d'oliva presso la Masseria S.Angelo de' Graecis (Abbazia di San Lorenzo), con i macchinari e gli attrezzi che narrano la storia della produzione dell'olio.
- Ecomuseo della Valle d'Itria, museo diffuso fondato nel 2010 con i comuni di Alberobello, Cisternino, Fasano, Locorotondo, Martina Franca e Monopoli.
- Museo della Casa alla Fasanese, antica cellula abitativa nel centro storico di Fasano, sede della locale associazione culturale "U'mbracchie" per la riqualificazione del centro antico. All'interno è possibile rivivere l'essenza della caratteristica abitazione, unica nel suo genere[senza fonte], ammirando gli antichi oggetti ed utensili di un tempo.

### Media

#### Editoria
- Schena Editore, fondata nel 1947 dal fasanese Nunzio Schena[26]
- Faso Editrice

#### Stampa
- Osservatorio, mensile di cronaca e attualità fondato nel 1985
- Piazza Ciaia, settimanale di cronaca e attualità fondato nel 2000
- GoFasano.it[27], primo giornale on-line di informazione locale cittadino fondato nel 2009
- Osservatoriooggi.it[28] versione online del mensile "Osservatorio" fondata il 1º aprile 2012

#### Radio
Radio Diaconia, unica radio rimasta nel territorio fasanese, fondata nel 1977 da Don Salvatore Carbonara della Parrocchia San Giovanni Battista. Oggi raggiunge la copertura delle province di Brindisi e Bari offrendo servizi di informazione religiosa, sportiva e cronaca locale. Dal 2001 la radio fa parte del network cattolico InBlu di Sat2000.
Alcune delle vecchie radio che si sono succedute dal 1977 al 2004 sono: RadioSelva, RadioFasano Stereo, RadioAzzurra, RadioTorreCanne, RadioEffe, Radio Studio Effe, Radio M.I., Radio Studio 105 (poi diventata Radio Studio 95), Radio Safari, Radio Discoteca 2000.
Dal 1977 fino al 1990, veniva irradiato nella zona trulli, ovvero a cavallo delle Province di Brindisi, Bari e Taranto, il segnale televisivo di Telefasano, una delle prime emittenti pugliesi a trasmettere via etere. Nell'estate 1990, poco priva che entrasse in vigore la Legge Mammì, fu ceduta la frequenza (e gli ambiti canali UHF 22 e UHF60) a TeleSveva di Andria.

### Teatro
- Il Cinema-Teatro "Kennedy" (Via Pepe, 23) è inserito nel circuito di spettacoli del Teatro Pubblico Pugliese e ospita inoltre diverse manifestazioni culturali locali, la stagione concertistica dell'associazione Fasanomusica e il festival Fasano Jazz, organizzato annualmente dal Comune.
- Il Teatro Sociale, fondato dalla Società Operaia di Mutuo Soccorso sul finire del XIX secolo, oggi di proprietà comunale e ristrutturato completamente nel 2007.
- Il Palazzo dei Congressi (Viale Toledo, Selva di Fasano, c/o la Casina Municipale) è una grande sala comunale, prevalentemente di uso estivo, che ospita eventi e mostre tra cui "La mostra dell'artigianato Fasanese"
- Il CineMastroianni, per la visione di film

### Cinema
- Nel 1995 Claudio Fragasso ha girato alcune scene del celebre film Palermo Milano solo andata
- Nel 1998 Davide Ferrario ha girato alcune scene del film Figli di Annibale con Diego Abatantuono, Silvio Orlando e Valentina Cervi
- Nel 2004 Pupi Avati ha girato il film La seconda notte di nozze presso una masseria fasanese
- Nel 2006 Enrico Oldoini ha girato la fiction televisiva Il giudice Mastrangelo con Diego Abatantuono
- Nel 2008 Caparezza ha girato presso gli scavi di Egnazia e le dune di Torre Canne alcune scene del videoclip di Vieni a ballare in Puglia
- Nel 2009 Checco Zalone ha girato presso Savelletri alcune scene del film Cado dalle nubi
- Nel 2011 Eugenio Cappuccio ha girato il film Se sei così, ti dico sì nella frazione di Savelletri
- Nel 2012 sono state girate alcune puntate di Beautiful
- Nel 2013 presso un resort di Savelletri sono state girate alcune scene di Viaggio sola diretto da Maria Sole Tognazzi
- Dal 2013 al 2015 sono state girate le tre stagioni della fiction Braccialetti Rossi.
- Nel 2019 presso Selva di Fasano sono state girate alcune scene del film Pinocchio di Matteo Garrone

### Cucina

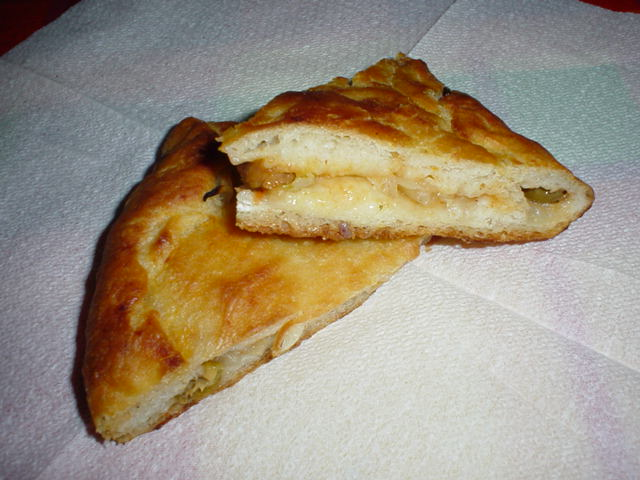
Focaccia farcita con cipolle

Tra i piatti più popolari vanno menzionati:
- le pettole, pallottole di pasta lievitata molto morbida (farina, patata, lievito di birra, acqua e sale) fritte nell'olio bollente. Vengono servite calde, con zucchero o con vino cotto o miele, il 7 dicembre in occasione della Vigilia dell'Immacolata (festa molto sentita a Fasano) e il 24 dicembre.
- le cartellate, dolci di pasta con miele o vincotto. Anch'essi sono serviti nelle festività natalizie.
- i taralli. Anellini fatti con pasta a base di: farina, vino e olio
- la focaccia. Pane particolare con pasta fatta in casa, simile ad una pizza molto spessa e più morbida, che può essere ricoperta di pomodori e olive, oppure farcita con cipolle o rape. Il giorno in cui tutti i fasanesi mangiano focaccia è il Venerdì Santo, per astenersi dal mangiare carne.
- i panzerotti. Pietanze preparate con la pasta fatta in casa. Si fanno delle pizzette circolari, si riempiono di mozzarella e pomodoro e si chiudono a metà. Poi si friggono in olio bollente.
- le orecchiette con le cime di rapa.
- le zeppole di San Giuseppe. Dolce tipico del mezzogiorno. Ciambelle fritte o al forno, decorate esternamente con crema, amarena e un po' di cannella. Vengono fatte in occasione della festività di San Giuseppe

### Eventi
- "Stella sulla grotta", dal 1986 la grande cometa natalizia realizzata con migliaia di lampadine situata su una grotta naturale di Monte Rivolta. Il comitato Stella sulla grotta organizza inoltre il presepe vivente nella grotta (6 gennaio), diversi pellegrinaggi e un concorso di presepi cittadino[30].
- "Coppa Fasano-Selva", gara di cronoscalata automobilistica (Prima domenica di agosto)
- "Fasano Jazz", rassegna musicale Jazz per le strade del centro storico fasanese (giugno)
- "La Scamiciata", rievocazione storica della vittoria sui turchi (Terza domenica di giugno)

La Scamiciata è la rievocazione storica in memoria della vittoria ottenuta sui Turchi il 2 giugno 1678. In questo giorno, infatti, dopo anni o secoli di scorrerie turchesche subite, i Fasanesi sconfissero definitivamente i Turchi in una battaglia campale sotto le mura della città. A ricordo e celebrazione di quella vittoria, nei secoli passati, si organizzava un "torneo popolare" in occasione della festa della Madonna di Pozzo Faceto, secondo un preciso rituale. Oggi invece c'è il Corteo Storico, per ricordare il trionfo dei Fasanesi, con sbandieratori, trombe, tamburi, vestiti d'epoca e la rappresentazione della lotta cittadina.
- "Fasanomusica", stagione concertistica, organizzata dall'omonima associazione, che ogni anno mette in scena solisti e formazioni orchestrali[31]
- "Mostra dell'artigianato fasanese", mostra che da più di 40 anni mette in risalto l'artigianato fasanese (agosto - Selva di Fasano)[32][33]
- "Processioni dei Santi Misteri" e allestimento degli altari (Dal giovedì al venerdì Santo)[senza fonte]
- "Le Quarantane", bambola di pezza vestita di nero con un’arancia con conficcate sette penne di gallina (a rappresentazione delle sette settimane di Quaresima), una collana d’aglio (per allontanare il malocchio) e un cestino con olio e taralli (a simboleggiare quelli che sono i prodotti della nostra terra). Questa bambola viene bruciata nella notte del Sabato Santo e ha un duplice significato: pagano, che la vuole vedova di Carnevale e quindi vestita a lutto, e cristiano, a rappresentare il periodo penitenziale di astinenza e privazioni e attesa di rinascita e resurrezione[senza fonte]
- Falò di San Giuseppe accensione di un grande falò in Largo Seggio e Largo San Giovanni Battista.[senza fonte]
- Festa di Santa Rita ogni 22 maggio traslazione della statua della santa in piazza Ciaia e liturgia del parroco[senza fonte].

## Geografia antropica

### Urbanistica

#### Frazioni
Nel territorio fasanese vi sono numerose frazioni: Pezze di Greco, Speziale, Montalbano, Torre Canne, Selva di Fasano, Savelletri, Laureto, Canale di Pirro, Pozzo Faceto, Torre Spaccata, Cocolicchio. Alcune frazioni sono prevalentemente luoghi di villeggiatura estiva, altre invece dei veri e propri centri abitati.

#### Pezze di Greco
Frazione di Fasano con circa 6.000 abitanti, situata a 5 chilometri dal mare, a 4 chilometri dal centro urbano di Fasano e a 52 chilometri dal Capoluogo di Provincia.

Ha origine da una masseria dove alcuni contadini, venuti da Fasano a coltivare e a migliorare questi terreni nel 1823, vi edificarono gradualmente l'attuale centro abitato.

A quel tempo la masseria comprendeva la maggior parte del territorio attuale di Pezze di Greco ed apparteneva alla famiglia Greco di Martina Franca. La masseria Greco era una vasta zona di terreno priva di alberi, adibita solamente alla coltivazione di grano, di orzo, di biade e legumi: per questo i terreni della proprietà venivano volgarmente chiamati "pezze" (da appezzamento). Questo, unito al nome del proprietario, formò il nome attuale della località. In seguito il terreno fu frazionato in lotti e ceduto in fitto ai coloni dalla famiglia Greco. Successivamente alcuni contadini sentirono la necessità di stabilirsi sui propri terreni, e nei poderi sorsero allora dei trulli che costituirono il primo nucleo della frazione.

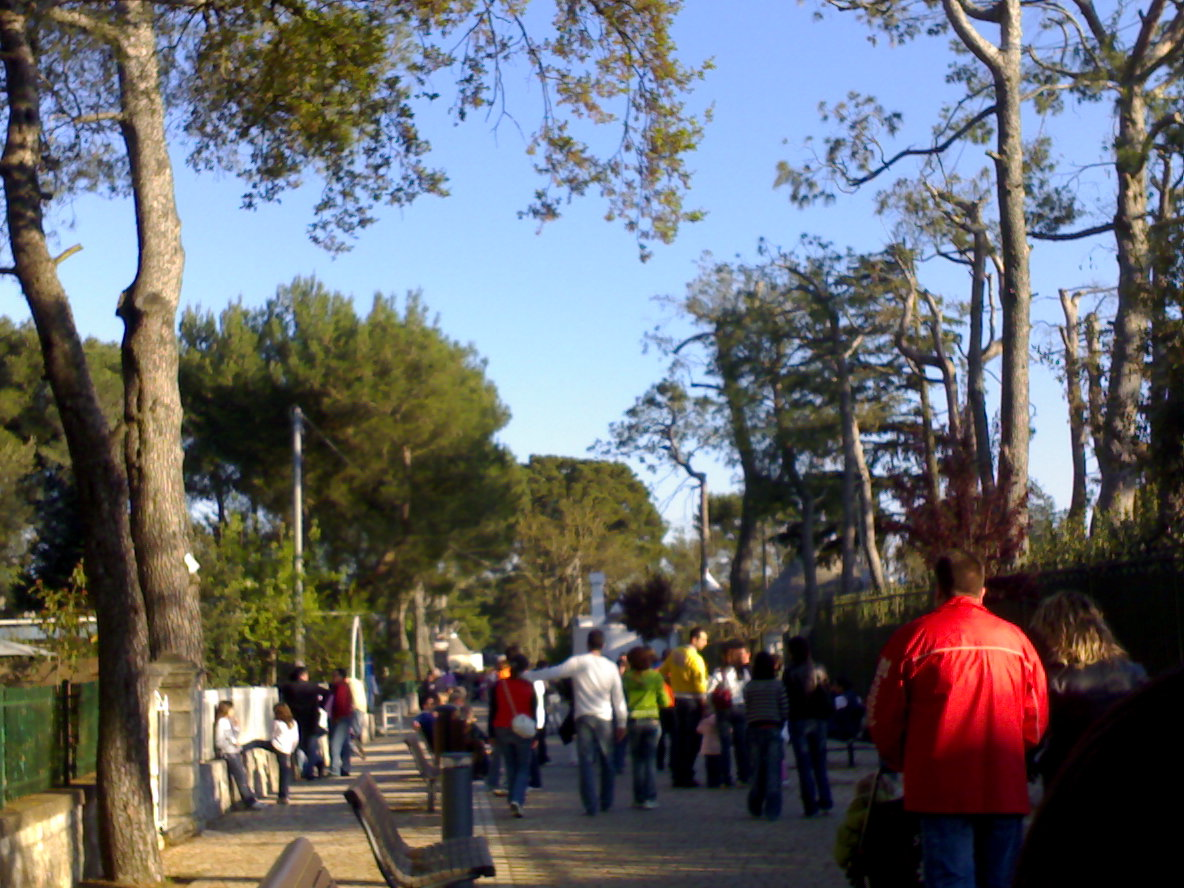
Viale Toledo, il centro della Selva di Fasano

#### Selva di Fasano
A circa sei chilometri dal centro urbano di Fasano, situata su circa 400 metri sul livello del mare, offre aria salubre e gradevoli panorami a chi voglia percorrerne a piedi i viali alberati. la vegetazione è costituita per lo più da pini, querce, lecci e cipressi; da notare è anche la presenza di numerosi alberi di castagne, specie nelle zone boschive. 
Di particolare rilievo architettonico è la chiesa parrocchiale "SS. Maria Addolorata", in viale Toledo, il cui altare maggiore è sormontato da un grande trullo, e la Casina municipale, sede durante l'estate di mostre, concerti, manifestazioni ed eventi culturali.
Il Santo patrono della Selva è la Madonna Addolorata che si festeggia il 15 settembre. Il 6 agosto, vigilia di San Donato, presso l'omonima chiesa rupestre lungo i resti dell'antica scalinata in pietra, primo collegamento fra la frazione e la città, si tiene una caratteristica festa.
Alle pendici della Selva, a tre chilometri di distanza, c'è lo Zoo safari Fasanolandia, il primo zoosafari d'Italia e il terzo d'Europa, che offre la particolarità di osservare gli animali in libertà, percorrendo il parco con la propria automobile.

#### Laureto
Frazione collinare prevalentemente di villeggiatura a circa quattro chilometri da Fasano, tagliata dalla strada per Martina Franca e Taranto. Il paesaggio è caratterizzato da vigneti e trulli.
È situata su un'altezza massima di circa 380 m.s.l.m. Nel territorio della frazione vi è la grotta naturale di Monte Rivolta dove annualmente, a cura del comitato "Stella sulla grotta", vengono allestite in occasione delle festività natalizie una grande stella cometa realizzata con lampadine elettriche, visibile a molti chilometri di distanza, ed un artistico presepe.

#### Canale di Pirro
Contrada a circa tre chilometri da Fasano, sulla strada che porta nell'entroterra barese. Molti boschi, vigneti e pascoli ne caratterizzano il paesaggio. È un'ampia depressione carsica, più precisamente un polje, connessa con un sistema di fratture, compreso tra i territori comunali di Putignano, Castellana Grotte, Monopoli, Alberobello e Fasano, lungo circa 12 chilometri e largo tra i 500 e i 1500 metri.
I versanti che delimitano il Canale di Pirro presentano caratteristiche molto differenti: quello settentrionale, in cima al quale si trova la Selva di Fasano, è abbastanza ripido e con andamento rettilineo; quello meridionale, attraversato da un troncone principale dell'Acquedotto Pugliese, è invece più sinuoso e modellato più dolcemente. Il dislivello esistente tra il fondo del Canale e i pianori soprastanti è compreso tra i 75 e i 100 metri. Il fondo del Canale segue un andamento Ovest - Est che però, all'altezza mediana, viene interrotto da una soglia in contropendenza che divide il Canale in una parte occidentale, in cui l'altezza del fondo è di circa 300 m sul livello del mare e una parte orientale in cui invece essa si abbassa a 275 m, per poi raggiungere un minimo di 269 m sul livello del mare. L'intero Canale di Pirro è compreso nell'isoipsa di 375 metri.
In due pergamene dell'XI secolo il Canale di Pirro è chiamato "Canale delle Pile", probabilmente per la presenza di numerose cisterne, denominate appunto "pile", presenti nell'area, utilizzate per la raccolta e la conservazione delle acque piovane che qui confluivano dai fianchi delle colline, in genere con bocche circolari costituite da pietre lavorate. La denominazione moderna, dunque, è il frutto di una deformazione linguistica del toponimo originario, anche se erroneamente lo si attribuisce a Pirro, re dell’Epiro.

#### Savelletri

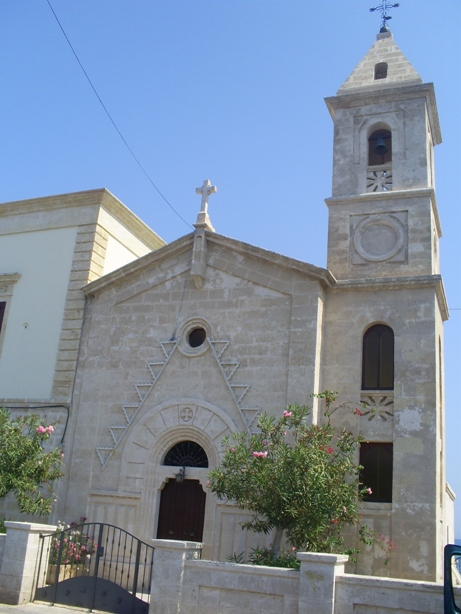
Chiesetta di San Francesco da Paola a Savelletri

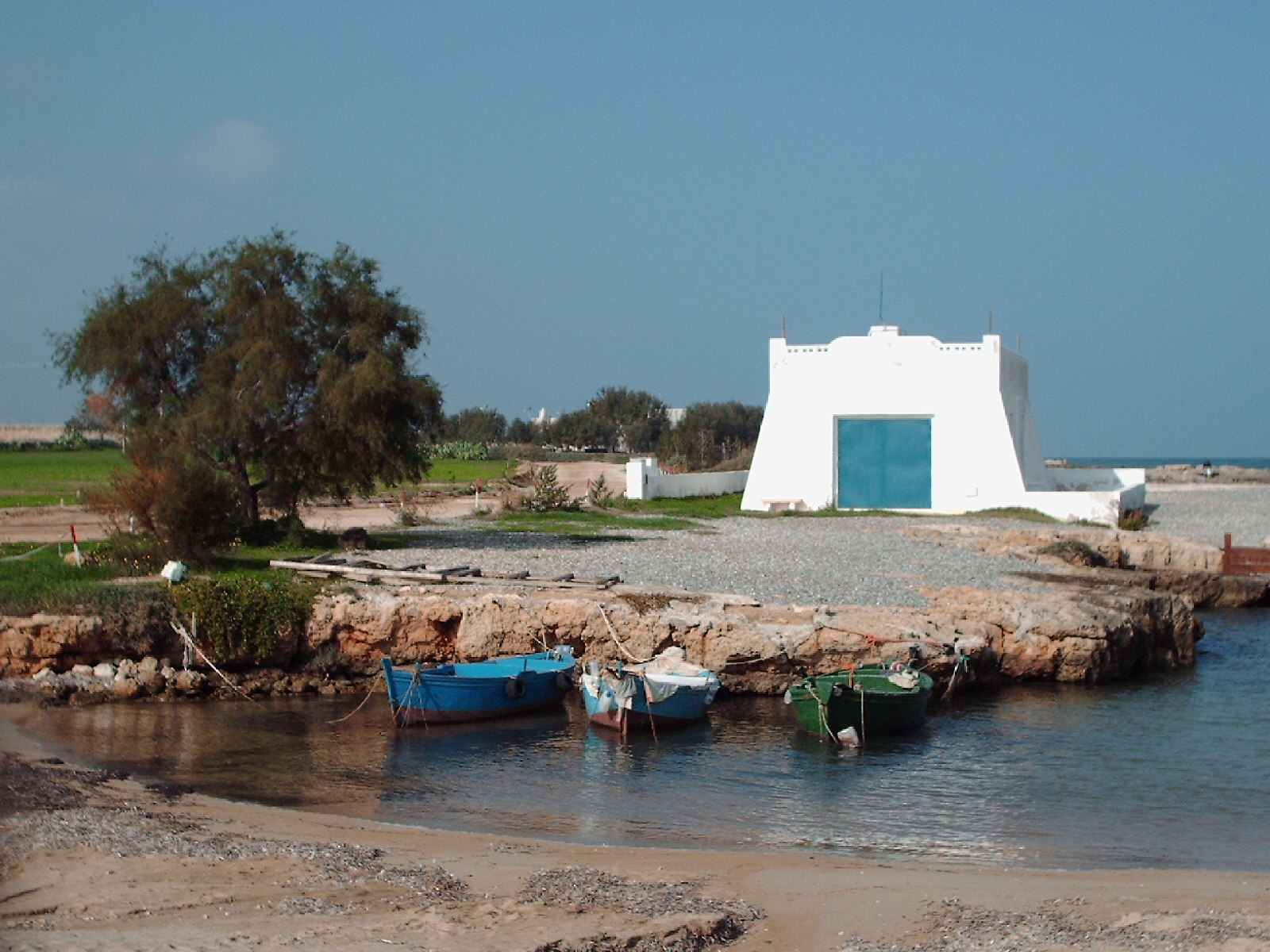
Case bianche, caratteristiche della costa di Savelletri di Fasano

Savelletri è una frazione del comune di Fasano (Brindisi) posta a circa 7 km dal centro urbano e a circa 55 km dal capoluogo di provincia.
Località marina con scogliere e spiagge, Savelletri è un luogo di villeggiatura, ma la frazione è popolata prevalentemente da pescatori anche d'inverno, tant'è che era dotata anche di una scuola elementare. È conosciuta principalmente per il caratteristico porticciolo, i diversi ristoranti che sovrastano la scogliera, il campo da golf a 18 buche e il parco archeologico di Egnazia. Nel 2015 è stata fondata l'A.S.D. Savelletri Calcio e quindi anche la frazione marinara fasanese ha avuto una squadra di calcio. L'attività è cessata nel 2020.
Il santo patrono è San Francesco da Paola, che si festeggia ogni anno nella seconda domenica di agosto con una processione in mare.

#### Torre Canne
Torre Canne è una frazione del comune di Fasano, posta a circa 15 km dal capoluogo comunale e a circa 45 km da Brindisi. Nota località marina con spiagge, rientra nel Parco naturale regionale Dune costiere da Torre Canne a Torre San Leonardo, istituito nel 2006.
Torre Canne è conosciuta principalmente per le terme e il simbolo della frazione è il faro, che illumina a intermittenza la costa, le scogliere e il mare. Il patrono è il Sacro Cuore di Gesù che si festeggia l'8 giugno.

#### Altre frazioni
- Montalbano con circa 3.000 abitanti è la frazione più popolosa dopo Pezze di Greco. Conosciuta per il Dolmen ma anche per le preziose masserie. La festa patronale è l'ultima domenica di luglio e si festeggiano Santa Maria di Pozzo Faceto e SS.Maria del Carmelo.
- Speziale centro prevalentemente agricolo a 10 chilometri da Fasano.

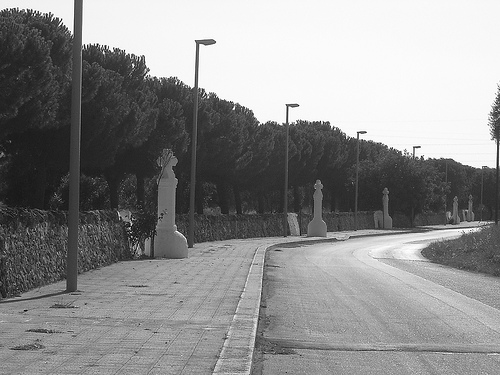
La Via delle Croci, che collega Pozzo Faceto a Pezze di Greco per la quale si percorre il pellegrinaggio nel mese di maggio

- Pozzo Faceto dista nove chilometri da Fasano. Prende il nome dall'omonimo santuario, dedicato alla Beata Vergine del Pozzo, così chiamata perché il ritrovamento dell'immagine della Vergine avvenne durante lavori nel pozzo attualmente esistente all'ingresso del santuario: alcuni operai, durante lo scavo, si imbatterono in una grotta, che aveva sullo sfondo un'immagine della Madonna, probabilmente un'antica cripta rupestre. Staccato il masso, lo portarono in superficie, adagiandolo sull'altare centrale del santuario.
- Torre Spaccata, piccolo centro tra Pezze di Greco e Torre Canne ricca di colture, insediamenti rupestri e masserie.
- Zona industriale nord, quartiere più che frazione, dista circa 1 km a nord dal centro ed è una zona abitata molto estesa con poco meno di 2.000 abitanti. Sono presenti fondamentalmente attività o piccole industrie, fondamentalmente di automobilistica, falegnameria e meccanica. È presente anche la sede principale della guardia di Finanza (la seconda è a Torre Canne). La sua vocazione industriale l'ha però tagliata dal tessuto urbano di Fasano, tanto che oggi è assente il servizio di trasporto pubblico e la viabilità per pedoni è pressoché assente.
- Monte Abele, situata sul versante ovest del Canale di Pirro, è una frazione di villeggiatura che viene popolata principalmente d'estate.
- Cocolicchio, frazione situata in cima ad un altopiano sul versante ovest del Canale di Pirro è formata dalla caratteristica fontana e da numerosi trulli al cui centro vi è una chiesetta, Maria SS. Addolorata, progettata dal parroco don Sante Perna, consacrata ed aperta al pubblico nel 1906[35].

## Economia

### Agricoltura
Fasano è un centro agricolo, artigianale e commerciale tra i più fiorenti della Provincia di Brindisi.
Della popolazione attiva, un terzo è impiegata nell'agricoltura e nell'industria collegata. Tra le colture più diffuse vi sono l'olivo e la rapa "Tardiva di Fasano". Numerose sono le aziende agricole nel territorio. Il Consorzio Agroalimentare (fondato dal Comune di Fasano, dalla Camera di Commercio e dalle varie associazioni di categoria) è un po' il motore trainante dell'economia agricola fasanese e pugliese con il nuovo mercato ortofrutticolo, frutto della sinergia tra pubblico e privato.

### Artigianato
Anche l'artigianato è molto forte nel territorio soprattutto nel settore edile, automobilistico, impiantistico, gastronomico e nella lavorazione dei metalli. Tante sono le imprese che portano avanti il nome di Fasano in tutto il territorio. Per sostenere questo settore dell'economia, da più di cinquanta anni, esiste la "Mostra dell'Artigianato fasanese", una vetrina dell'artigianato locale.

### Industria
Sostengono il settore industriale diverse aziende manifatturiere: produzione e imballaggio di prodotti ittici, pescicoltura, confezionamento di ortaggi e confezionamento di prodotti dolciari. Negli ultimi anni si è avuto un notevole aumento della categoria degli imprenditori e dei lavoratori in proprio.
Il 7% delle imprese è composto da società di capitale in tutti i settori (agricoltura 4; miniere e cave 5; industria 30; costruzioni 28; commercio 44; servizi 32).
Il commercio è sostenuto dall'abbigliamento, dai prodotti alimentari (con un "Cash and Carry" e un Centro Commerciale) e dalle automobili. Il livello di benessere e il tasso di attività sono superiori alla media provinciale. Il saldo fra le aziende chiuse e avviate è positivo.

### Servizi e turismo
A sostegno del terziario vi sono lo zoo safari Fasanolandia e località turistiche come la Selva di Fasano, Savelletri e Torre Canne, i lidi sul mare, insignite per più anni consecutivi della Bandiera Blu FEE, diverse strutture ricettive, il museo archeologico nazionale di Egnazia, il parco rupestre Lama d’Antico, il parco regionale Dune Costiere, le terme di Torre Canne, vari impianti sportivi e vari eventi organizzati soprattutto durante il periodo estivo.
Da anni Fasano si conferma tra le prime dieci località della regione (prima nella provincia di Brindisi) in termini di arrivi e presenze turistiche: nel 2018 si è piazzata al sesto posto in Puglia, con circa 667.000 presenze durante l'anno e circa 157.000 arrivi..
Da circa 5 anni la costa del parco agrario degli ulivi secolari, che comprende i comuni brindisini di Fasano, Ostuni e Carovigno riceve l’assegnazione delle  cinque vele di Legambiente. 
Negli ultimi anni il comune di Fasano ha partecipato alla BIT (borsa internazionale del turismo) di Milano per promuovere il proprio territorio e quello del consorzio "Trulli Grotte e Mare" di cui è membro.
Nel 2011 il tasso di disoccupazione risultava inferiore alla media del resto della regione Puglia.

## Infrastrutture e trasporti

### Strade
La cosiddetta superstrada Bari-Lecce attraversa il territorio comunale e si raccorda con la rete autostradale. In particolare il territorio fasanese è attraversato dalla SS 16 e dal recente tratto della SS 379 denominato "di Egnazia e delle Terme di Torre Canne".
Un altro collegamento importante è rappresentato dalla Strada statale 172 dei Trulli, che collega Fasano a Locorotondo, Martina Franca e Taranto.

### Ferrovie
La Stazione di Fasano delle Ferrovie dello Stato (poco fuori dal centro abitato), presenta un traffico di treni a lunga percorrenza e d'interesse regionale verso Bari, Brindisi e Lecce.
Nel territorio di Fasano sorge anche la Stazione di Cisternino delle Ferrovie dello Stato in contrada Pozzo Faceto, con un traffico ferroviario regionale verso Bari, Brindisi e Lecce.

### Porti
Esiste anche un piccolo porto peschereccio a Savelletri e a Torre Canne. Da poco è stato costruito anche un porto turistico a Savelletri.

### Mobilità urbana
In città esiste un servizio di mezzi pubblici per le frazioni e un servizio di bus verso Bari, Brindisi e altri comuni limitrofi, oltre ad alcune destinazioni nazionali.
Le linee sono Sita Sud, STP e Ferrovie del Sud Est.

## Amministrazione

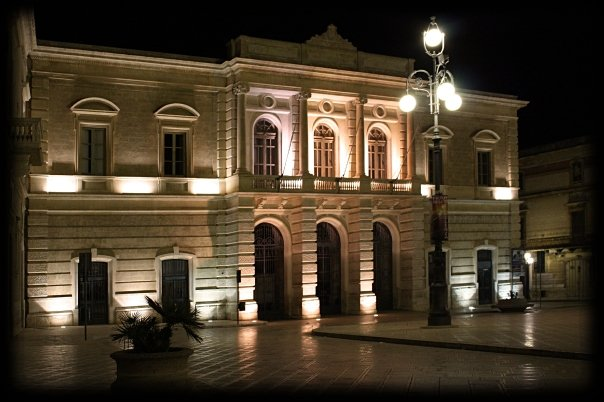
Il Municipio di notte

Di seguito è presentata una tabella relativa alle amministrazioni che si sono succedute in questo comune.
| Periodo           | Periodo           | Primo cittadino        | Partito                              | Carica              | Note   |
| ----------------- | ----------------- | ---------------------- | ------------------------------------ | ------------------- | ------ |
| 25 novembre 1988  | 25 luglio 1990    | Sandrino Rubino        | Democrazia Cristiana                 | Sindaco             | [ 45 ] |
| 25 luglio 1990    | 30 luglio 1992    | Sante Nardelli         | Democrazia Cristiana                 | Sindaco             | [ 45 ] |
| 30 luglio 1992    | 20 maggio 1993    | Nicola Latorre         | Partito Democratico della Sinistra   | Sindaco             | [ 45 ] |
| 15 luglio 1993    | 24 aprile 1995    | Donato De Carolis      | Partito Socialista Italiano          | Sindaco             | [ 45 ] |
| 29 maggio 1995    | 27 giugno 1999    | Donato De Carolis      | Patto dei Democratici                | Sindaco             | [ 45 ] |
| 27 giugno 1999    | 14 settembre 2001 | Donato De Carolis      | Socialisti Democratici Italiani      | Sindaco             | [ 45 ] |
| 14 settembre 2001 | 28 maggio 2002    | Mario Giannuzzi        |                                      | Comm. straordinario | [ 45 ] |
| 28 maggio 2002    | 11 giugno 2007    | Vito Ammirabile        | Forza Italia                         | Sindaco             | [ 45 ] |
| 11 giugno 2007    | 24 maggio 2012    | Pasquale Di Bari       | Forza Italia Il Popolo della Libertà | Sindaco             | [ 45 ] |
| 24 maggio 2012    | 4 settembre 2015  | Pasquale Di Bari       | Il Popolo della Libertà              | Sindaco             | [ 45 ] |
| 4 settembre 2015  | 19 giugno 2016    | Pasqua Erminia Cicoria |                                      | Comm. pref.         | [ 45 ] |
| 28 giugno 2016    | 13 ottobre 2021   | Francesco Zaccaria     | Partito Democratico                  | Sindaco             | [ 45 ] |
| 14 ottobre 2021   | in carica         | Francesco Zaccaria     | Partito Democratico                  | Sindaco             | [ 45 ] |

### Altre informazioni amministrative

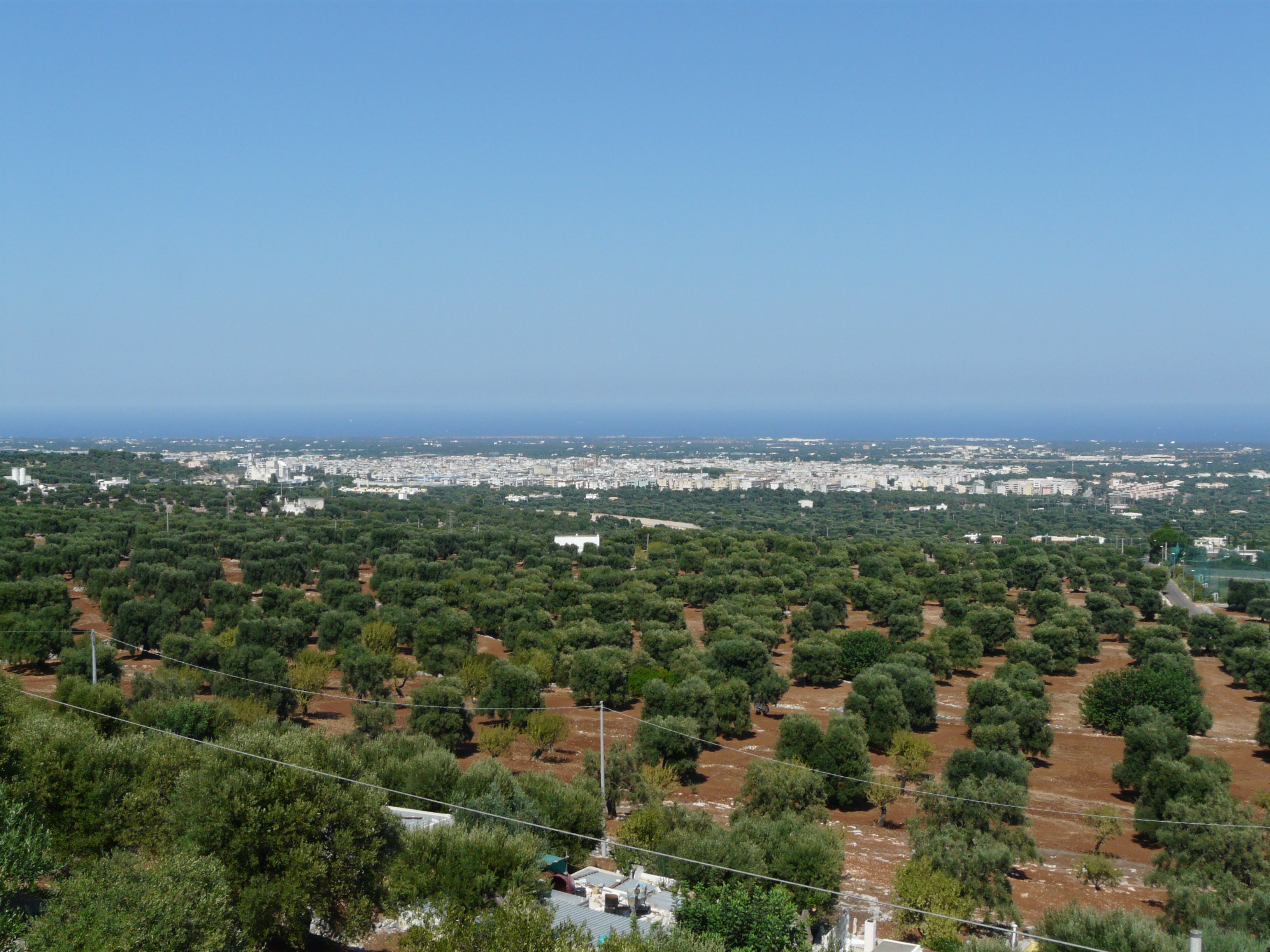
Panorama

Il comune di Fasano è membro del Consorzio Trulli Grotte Mare assieme ad altri 8 comuni della città metropolitana di Bari e della provincia di Brindisi con affinità culturali, economiche e sociali e comune patrimonio ambientale, artistico e monumentale.

## Sport

### Società sportive
A Fasano le principali squadre sportive sono:

#### Calcio
- U.S. Città di Fasano[46] - Serie D Girone H (anche giovanili).
- BS Soccer Team Fasano - Prima Categoria Girone B (Puglia) (anche giovanili).
- Asd Atletico Pezze 2011 - Seconda Categoria Girone B (Puglia).
- ASD Fasano - Seconda Categoria Girone B (Puglia) (anche giovanili).

#### Pallamano
- Junior Fasano[47] - Serie A Gold (anche giovanili)
- Polisportiva Roberto Serra Fasano[48] - Serie A Silver (anche giovanili)
- Pallamano Fasano - Serie B

#### Altri sport
- Basket Fasano[49] - Serie C regionale Puglia (basket maschile)
- Basket Fasano - Serie B (basket femminile)
- Futsal Fasano - Serie C2 regionale di Calcio a 5
- Bushidō Fasano - Jūjutsu
- ASD TaoFasano - Jeet Kune Do, Jūjutsu
- Tennis Club Fasano - Tennis
- Pantaleo Podio Fasano - Serie A2 (Pallavolo femminile)
- Pallavolo Fasano - Serie C regionale Puglia (Pallavolo maschile)

### Impianti sportivi pubblici
- Stadio comunale Vito Curlo, in Via S.D'Acquisto - Capienza: 4.900 posti a sedere.Costruito nel 1933, è stato nel tempo più volte ampliato. Intitolato a "Vito Curlo", promessa calcistica fasanese, deceduto in un incidente stradale nel 1981. Durante il Campionato del Mondo di calcio Italia 90, fu sede degli allenamenti della nazionale del Camerun.
- Palazzetto dello Sport (Fasano), in Via S. Lorenzo - Capienza tribune 2.200 posti; capienza complessiva eventi 3.300. Inaugurato il 28 luglio 2023. Dotato di quattro spogliatoi, palestra, uffici e spazi ristorazione all'interno e all'esterno. Attualmente è il campo di casa della Junior Fasano.
- Tensostruttura comunale, in via Galizia - Struttura ultimata nel 1994 e messa in funzione nel 1997, è oggi il campo ufficiale di gioco della squadra di pallacanestro Basket Fasano.
- Piscina comunale, in via S. Lorenzo. Inaugurata nel 2009. Adiacenti alla struttura vi sono due campi da tennis coperti e due campi di calcio a 5, nonché il Palazzetto dello Sport.
- Stadio comunale "Sergio Ancona" di Pezze di Greco di Fasano - Sito in contrada Signorelli, nei pressi della frazione di Pezze di Greco, costruito nel 1971, è dotato di pista e pedane per l'atletica leggera, costruite nel 1990. È dotato di una tribuna coperta da 800 posti, e impianto d'illuminazione.
- Campo sportivo comunale di Montalbano di Fasano - Il campo sportivo, costruito nel 1989, sito nella periferia nord della frazione, con campo in terra battuta, spogliatoi e due gradinate, in due lati opposti, per circa 600 posti complessivi.
- Campi da tennis, Viale del Leccio, Selva di Fasano - Tre campi, dei quali uno coperto nel 2012 ed un altro nel 2017, gestiti in concessione dal Tennis Club Fasano che nell'estate 2021, vincendo un bando regionale, ha curato la ristrutturazione degli spogliatoi, del bar e degli spazi adiacenti, la ripavimentazione di tutti gli spazi esterni ai campi e la creazione degli accessi e dei percorsi per i diversamente abili.